# Juan de Escocia, conde de Huntingdon
Juan de Escocia (o Juan de Scotia o Juan el Escocés; c. 1207-5 de junio de 1237), X conde de Huntingdon y I conde de Chester, fue un magnate anglo-escocés. 

## Biografía
Juan se convirtió en conde de Huntingdon y en conde de Garioch tras la muerte de su padre, el 17 de junio de 1219. Fue reconocido como adulto el 25 de abril de 1227, tras rendir homenaje al rey de Inglaterra por Huntingdon, y nombrado caballero el 30 de mayo del mismo año por Alejandro III de Escocia.
El 18 de octubre de 1232 murió Ranulf de Blondeville, VI conde de Chester y tío materno de Juan. Como no dejó herederos, sus posesiones se dividieron entre sus cuatro hermanas y los herederos de estas. Dado que Matilde de Chester, madre de Juan, era la mayor de las hermanas, esta heredó el condado de Chester y menos de un mes después se lo pasó a su hijo inter vivos con el consentimiento del rey. El rey de Inglaterra lo oficializó como I conde de Chester el 21 de noviembre de 1232.
Murió en Darnal (Cheshire) el 5 de junio de 1237, posiblemente envenenado por su esposa y sin ascendencia. Fue enterrado dos días después en la abadía de San Werburg, Chester, Cheshire, Inglaterra.

## Familia y legado
Fue hijo de David de Escocia, IX conde de Huntingdon, y de su esposa Matilda de Chester, hija de Hugo de Kevilioc, uno de los barones ingleses más poderosos. Era el menor de 3 hermanos, pero sus hermanos mayores, Enrique y David, fallecieron en la infancia. Tuvo después 4 hermanas menores. 
En 1222 se casó con Elen ferch Llywelyn, hija de Llywelyn el Grande y Juana de Gales. Al igual que con su tío, al no dejar herederos, las propiedades de Juan se dividieron entre sus 4 hermanas: Margaret, Isabella, Matilda y Ada. Sin embargo, el rey Enrique III decidió anexar los condados a la corona: «No vaya a ser que tan considerable dominio sea dividido entre mujeres».